# Hydrolea
Hydrolea — єдиний рід родини Hydroleaceae порядку Solanales. Від 11 до 20 видів ростуть у тропічних і субтропічних регіонах: Північна й Південна Америка, Африка, південна й південно-східна Азія, північно-східна Австралія.